# Лесли Ман
Лесли Ман (на английски: Leslie Mann) е американска актриса. 

## Биография
Родена е на 26 март 1972 г. в Сан Франциско, но израства в Нюпорт Бийч. На 9 юни 1997 г. сключва брак с продуцента Джъд Апатоу, с когото се запознава по време на снимките на филма „Кабелджията“ (1996). Имат две дъщери – Мод (р. 1997) и Айрис (р. 2002).

## Избрана филмография
- „Тя е жената!“ (1996)
- „Последният оцелял“ (1996)
- „Кабелджията“ (1996)
- „Човекът от джунглата“ (1997)
- „Баща-мечта“ (1999)
- „Таймкод“ (2000)
- „Парфюм“ (2001)
- „Град Ориндж“ (2002)
- „Скъпо обещание“ (2002)
- „40-годишният девственик“ (2005)
- „Позабременяла“ (2007)
- „Дрилбит Тейлър“ (2008)
- „Отново на 17“ (2009)
- „Смешни хора“ (2009)
- „Обичам те, Филип Морис“ (2009)
- „Рио“ (2011) (глас)
- „Размяната“ (2011)
- „ПараНорман“ (2012) (глас)
- „Така е на 40“ (2012)
- „Блясък“ (2013)
- „Мистър Пибоди и Шърман“ (2014) (глас)
- „Рио 2“ (2014) (глас)
- „Отмъщение по женски“ (2014)
- „Ваканция“ (2015)
- „Наръчник за необвързани“ (2016)